# Севіче

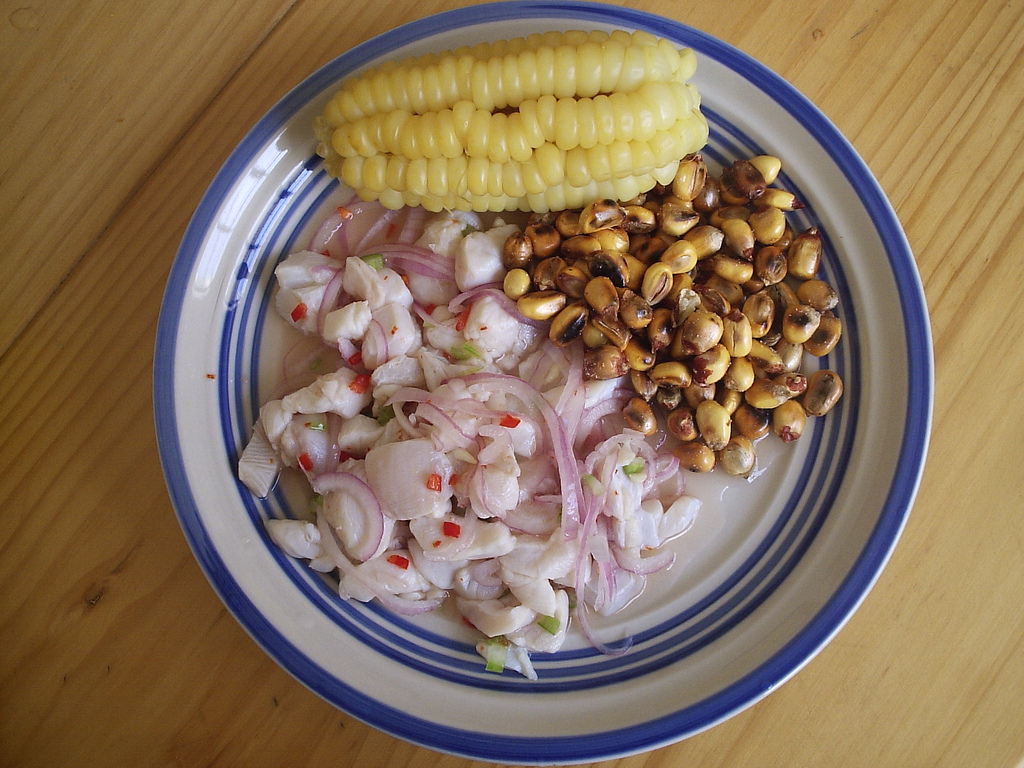
Перуанське севіче, подане з кукурудзою

Севі́че (ісп. ceviche, seviche або sebiche) — страва з риби або морепродуктів, чиєю батьківщиною вважається Перу. Страва набула поширення у багатьох кухнях латиноамериканських країн, хоча рецепти можуть різнитися значно. Наприклад, у Колумбії при приготуванні страви використовується томатна паста чи кетчуп.
Оригінальний рецепт севіче містить дрібно нарізану сиру рибу різних сортів, мариновану протягом 15 хвилин соком лайму. Після цього до риби додають нарізану кільцями червону цибулю та іноді рокото (гострий перець з Перу). Завдяки вмісту в соку лайма лимонної кислоти відбувається денатурація білків, що містяться в рибі.
Рецепт може варіюватися в залежності від країни або регіону. Так, до риби іноді додають різні морепродукти, в цьому випадку страва отримує назву Ceviche mixto. Якщо риба і молюски використовуються в сирому вигляді, то інші морепродукти (восьминоги, кальмари та інші) попередньо відварюються. Одними з найпоширеніших варіантів є Ceviche de conchas negras — севіче з чорними гребінцями, Ceviche de ostras — севіче з устрицями, а також Ceviche con camarones — севіче з креветок. Іншими інгредієнтами є цибуля, стебла селери, кінза, перець чилі.
У Перу севіче зазвичай подають з бататом, підсмаженою кукурудзою або маніоком, в Еквадорі як гарнір; можливі також рис або чипси з бананів-плантанів або попкорну. Як окрема страва під назвою «молоко тигра» також подається маринад з-під севіче, що має властивості афродизіаку.

## Різне
- Пам'ятник севіче відкритий у 2013 році в столиці Перу Лімі [2].